# تل رافان
تل رافان (تل رفان) موقع أثري في العراق، في الجزيرة الفراتية القديمة، في وادي نهر دجلة.

## البحوث الأثرية
بدأ استكشاف الموقع في عام 1984 كجزء من مشروع إنقاذ سد الموصل، وهي عملية إنقاذ أثرية دولية نظمتها مديرية الآثار العراقية بسبب بناء سد على نهر دجلة. وقد أجريت أعمال التنقيب في تل رافان والمناطق المجاورة له من قبل بعثة من المركز البولندي لآثار البحر الأبيض المتوسط بجامعة وارسو. قام بيوتر بيلينسكي بإدارة الأعمال الأثرية، بينما ترأس ريزارد مازوروفسكي وفالديمار شميلوسكي فريق المسح الميداني، الذي حدد مواقع العصر الحجري القديم على التلال المحيطة بالمنطقة الصغيرة. كما قامت البعثة البولندية بأعمال في موقع تل رجيم الواقع في نفس المنطقة.
ويبلغ ارتفاع تل رافان في أعلى نقطة له 6.5 متراً عن مستوى نهر دجلة. اجريت عمليات البحث فقط في الجزء الشرقي من التل حيث توجد مقبرة حديثة تشغل الجزء الغربي. وعثر على طبقة أثرية واحدة فقط، تعود إلى فترة أوروك المبكرة (النصف الثاني من الألفية الرابعة قبل الميلاد). وأسفرت أعمال التنقيب عن العديد من شظايا الفخار بالإضافة إلى أدوات من حجر السبج. وعلى المنحدر، كان هناك قبر هيكلي مرصع بالحجر، ومزود بثلاثة أواني غير مزخرفة تشبه الفخار الموجود في أجزاء أخرى من الموقع. وقد تآكل هذا الجزء من التل بشدة؛ ولا توجد فيه أي بقايا معمارية.

## روابط خارجية
- الحفريات البولندية في تل رافان